# 니시칸키정
니시칸키정(西神吉町)은 효고현 가코가와시에 속하는 지역명이다. 과거에 존재했던 인나미군 니시칸키촌에 해당한다.